# Hattstedt
Hattstedt (północnofryz. Haatst, duń. Hatsted) – gmina w Niemczech w kraju związkowym Szlezwik-Holsztyn, w powiecie Nordfriesland, wchodzi w skład urzędu Nordsee-Treene.